# Полина Попова
Полина Алексејевна Попова (рус. Полина Алексеевна Попова; Јекатеринбург, 1. јун 1995) руска је манекенка и Мис Русије 2017. године. Полини сада предстоји представљање Русије на конкурсима „Мис света 2017“ и „Мис Универзума 2017“.